# San Gregorio (comuna)

San Gregorio, é uma comuna do Chile, localizada na Província da Terra do Fogo, Região de Magalhães e Antártica. O principal centro urbano é Punta Delgada.
A comuna localiza-se a nordeste da região, cujo extremo oriental é a Ponta Dungeness, a ponta norte da boca oriental do Estreito de Magalhães. Limita-se: e norte com a República da Argentina (Província de Santa Cruz); a sudeste com Primavera; a sudeste com Punta Arenas; a oeste com Laguna Blanca.
A comuna localiza-se na parte mais árida da pampa magalhânica.
Integra junto com as comunas de Natales, Torres del Paine, Punta Arenas, Río Verde, Laguna Blanca, Primavera, Porvenir, Timaukel, e Cabo de Hornos o Distrito Eleitoral N° 60 e pertence à 19ª Circunscrição Senatorial (Magallanes).

## Toponímia
"San Gregorio" provêm do nome da baía homónima, que também dá nome a um cabo, na região norte do Estreito de Magalhães, locais nomeados pela expedição de Sarmiento de Gamboa em 20 de fevereiro de 1580.